# 包丁・ハサミ・カッター・ナイフ・ドス・キリ/霊霊霊霊霊霊霊霊魔魔魔魔魔魔魔魔
『包丁・ハサミ・カッター・ナイフ・ドス・キリ / 霊霊霊霊霊霊霊霊魔魔魔魔魔魔魔魔』（ほうちょう・ハサミ・カッター・ナイフ・ドス・キリ / れいれいれいれいれいれいれいれいまままままままま）は、日本のロックバンド・マキシマム ザ ホルモンの楽曲、5枚目のシングル作品。2004年11月25日にVAPより発売された。1126円（税抜）と定価されて、消費税8%改定前、税込は「イイヤツ」価格の1182円。

## 概要
2004年2枚目のシングル。1年に2枚のシングルを発表したのは2021年現在、2004年のみである。この両A面シングルは、DISC-1とDISC-2の2枚組であり、1枚に曲が2曲ずつ入っており、計4曲収録されている。また初回特典は「ミミホジル」（綿棒）が封入されていた。

## 収録曲
- 全作詞・作曲：マキシマムザ亮君、編曲：マキシマム ザ ホルモン

DISC-1
1. 包丁・ハサミ・カッター・ナイフ・ドス・キリ (2:26)
テレビ朝日系『完売劇場』テーマ曲。正確には「包丁」「ハサミ」「カッター」「ナイフ」「ドス」「キリ」に×印が重ねられる。アルバム『ロッキンポ殺し』に収録。
2022年にはDMM TV『インシデンツ』のテーマソングとして起用された。
2. 人間エンピ (3:56)
アルバム『耳噛じる』に収録されている同名曲のリテイク版。

DISC-2
1. 霊霊霊霊霊霊霊霊魔魔魔魔魔魔魔魔 (3:04)
アルバム『ロッキンポ殺し』に収録。曲後半のデスヴォイスはナヲが担当している[4]。
2. 椎名バス停で待つ。(0:43)

## カバー
- コロナナモレモモ（マキシマム ザ ホルモン2号店） - 2019年9月25日に発売されたデビューシングル「恋のメガラバ / 包丁・ハサミ・カッター・ナイフ・ドス・キリ」に収録[5]。